# Pujerra
Pujerra é um município da Espanha na província de Málaga, comunidade autónoma da Andaluzia, de área 24 km² com população de 316 habitantes (2004) e densidade populacional de 13,15 hab/km².

## Demografia
| Variação demográfica do município entre 1991 e 2004 | Variação demográfica do município entre 1991 e 2004 | Variação demográfica do município entre 1991 e 2004 | Variação demográfica do município entre 1991 e 2004 |
| --------------------------------------------------- | --------------------------------------------------- | --------------------------------------------------- | --------------------------------------------------- |
| 1991                                                | 1996                                                | 2001                                                | 2004                                                |
| 355                                                 | 347                                                 | 329                                                 | 320                                                 |